# Ralph Siegel
Ralph Siegel, född 30 september 1945 i München, är en tysk musiker, låtskrivare och musikproducent.
Siegel är den låtskrivare som haft med flest bidrag i Eurovision Song Contest, totalt 24 stycken. I den tyska uttagningen har han haft ytterligare 31 bidrag. Han skrev tillsammans med Bernd Meinunger Tysklands första segermelodi i tävlingen, Ein bißchen Frieden med Nicole som vann Eurovision 1982.

## Bidrag i Eurovision Song Contest
| År   | Bidrag                     | Artist                                                                             | Land         | Placering        |
| ---- | -------------------------- | ---------------------------------------------------------------------------------- | ------------ | ---------------- |
| 1974 | Bye, Bye I Love You        | Ireen Sheer                                                                        | Luxemburg    | 4                |
| 1976 | Sing Sang Song             | Les Humphries Singers                                                              | Västtyskland | 15               |
| 1979 | Dschinghis Khan            | Dschinghis Khan                                                                    | Västtyskland | 4                |
| 1980 | Theater                    | Katja Ebstein                                                                      | Västtyskland | 2                |
| 1980 | Papa Pingouin              | Sophie & Magali                                                                    | Luxemburg    | 9                |
| 1981 | Johnny Blue                | Lena Valaitis                                                                      | Västtyskland | 2                |
| 1982 | Ein Bißchen Frieden        | Nicole                                                                             | Västtyskland | 1                |
| 1985 | Children, Kinder, Enfants  | Margo, Franck Olivier, Chris Roberts, Malcolm Roberts, Ireen Sheer & Diane Solomon | Luxemburg    | 13               |
| 1987 | Laß die Sonne in Dein Herz | Wind                                                                               | Västtyskland | 2                |
| 1988 | Lied für einen Freund      | Maxi & Chris Garden                                                                | Västtyskland | 14               |
| 1990 | Frei zu leben              | Chris Kempers & Daniel Kovac                                                       | Tyskland     | 9                |
| 1992 | Träume sind für alle da    | Wind                                                                               | Tyskland     | 16               |
| 1994 | Wir geben 'ne Party        | MeKaDo                                                                             | Tyskland     | 3                |
| 1997 | Zeit                       | Bianca Shomburg                                                                    | Tyskland     | 18               |
| 1999 | Reise nach Jerusalem       | Sürpriz                                                                            | Tyskland     | 3                |
| 2002 | I Can't Live Without Music | Corinna May                                                                        | Tyskland     | 21               |
| 2003 | Let's Get Happy            | Lou                                                                                | Tyskland     | 11               |
| 2006 | If We All Give a Little    | six4one                                                                            | Schweiz      | 17               |
| 2009 | Just Get Out of My Life    | Andrea Demirović                                                                   | Montenegro   | 11; semi final 1 |
| 2012 | The Social Network Song    | Valentina Monetta                                                                  | San Marino   | 14; semi final 1 |
| 2013 | Crisalide                  | Valentina Monetta                                                                  | San Marino   | 11; semi final 2 |
| 2014 | Maybe (Forse)              | Valentina Monetta                                                                  | San Marino   | 24               |
| 2015 | Chain of Lights            | Michele Perniola & Anita Simoncini                                                 | San Marino   | 16; semi final 2 |
| 2017 | Spirit of the Night        | Valentina Monetta & Jimmie Wilson                                                  | San Marino   |                  |